# Yang Mi
Yang Mi (caratteri cinesi: 杨幂) (Pechino, 12 settembre 1986) è un'attrice e cantante cinese.

## Filmografia parziale

### Cinema
- Mo jong yuen So Hat-Yi (武状元苏乞儿), regia di Gordon Chan (1992)
- Yingxiong Jie (英雄劫) (1993)
- Singer (歌手) (1997)
- The Door (门) (2007)
- Men, regia di Shaohong Li (2007)
- Gorbaciof, regia Stefano Incerti (2010)
- Myserious Island, regia di Kai-Cheung Chung (2011)
- Dung sing sai tsau 2011 (东成西就2011) (2011)
- Baat seng bou hei, regia di Hing-Ka Chan (2012)
- Xin tiang sheng yi dui, regia di Yen-ping Chu (2012)
- Chun Kiu yi Chi Ming, regia di Ho-Cheung Pang (2012)
- Hua pi 2, regia di Wuershan (2012)
- Da Wu Dang zhi tian di mi ma, regia di Patrick Leung (2012)
- Xiao shi de zi dan, regia di Chi-Leung Law (2012)
- Holding Love (2012)
- Xiao shi dai, regia di Jinming Guo (2013)
- Xiao shi dai 2, regia di Jinming Guo (2013)
- Snow Blossom (大寒桃花开), regia di Koan Hui (2014)
- The Witness, regia di Ahn Sang-hoon (2015)
- L'eroe dei due mondi, regia di Lu Yang (2021)

### Televisione
- Tang Ming Huang (唐明皇) - serie TV (1993)
- Monkey Kids (猴娃) - serie TV (1993)
- The Story of a Noble Family (红粉世家) - serie TV (2004)
- Shuang Xiang Pao (双响炮) - serie TV (2004)
- Harmony (天和局) - serie TV (2005)
- Strange Tales of Liaozhai (聊斋) - serie TV (2005)
- Beijing Fairytale (北京童话) - film TV (2005)
- Shen diao xia lu (神雕侠侣) - serie TV (2006)
- Wang Zhaojun (王昭君) - serie TV (2007)
- Beautiful Life (笑着活下去) - serie TV (2007)
- The Prince's Education (上书房) - serie TV (2008)
- Dark Fragrance (暗香) - serie TV (2009)
- Chinese Paladin 3 (仙剑奇侠传3) - serie TV (2009)
- Detective Di Renje - Prequel (神探狄仁杰前传) - serie TV (2010)
- Meiren xinji (美人心計) - serie TV (2010)
- The Dream of Red Mnasion (红楼梦) - serie TV (2010)
- My Bratty Bride (刁蛮新娘) - serie TV (2010)
- Jump With Joy (窈“跳”淑女) - serie TV (2011)
- The Legend of the Twelve Chinese Zodiacs (十二生肖传奇) - serie TV (2011)
- We Are a Family (我们是一家人) - serie TV (2011)
- Palace (宫) - serie TV (2011)
- Painted Skin (画皮) - serie TV (2011)
- Judgment of Hong Wu (洪武大案) - serie TV (2011)
- The Four Brothers of Peking (新京城四少) - serie TV (2011)
- Met As Strangers, Once Acquainted (相逢何必曾相识) - serie TV (2011)
- Expressway of First Empire (大秦直道) - serie TV (2011)
- Symphony of Fate (命运交响曲) - serie TV (2011)
- Beauty World (唐宫美人天下) - serie TV (2011)
- Beijing Love Story (北京爱情故事) - serie TV (2012)
- Palace II (宫锁珠帘) - serie TV (2012)
- Ru Yi (如意) - serie TV (2012)
- Legend of the Military Seal (虎符传奇) - serie TV (2012)
- Diors Man 2 (屌丝男士2) - serie TV (2013)
- A Clear Midsummer Night (盛夏晚晴天) - serie TV (2013)
- The Four Scholars in Jianghan (江南四大才子) - serie TV (2014)
- Swords of Legends (古剑奇谭) - serie TV (2014)
- V Love (微时代之恋) - serie TV (2014)
- The Interpreter (亲爱的翻译官) - serie TV (2016)
- Eternal Love (三生三世十里桃花) - serie TV (2017)
- Negotiator (谈判官) - serie TV (2018)
- Fuyao (扶摇) - serie TV (2018)
- The Great Craftsman (筑梦情缘) - serie TV (2019)
- San Sheng San Shi Zhen Shang Shu (三生三世枕上书) - serie TV (2019)
- Storm Eye (暴风眼) - serie TV (2020)
- Thank You Doctor (谢谢你医生) - serie TV (2020)
- Novoland: Pearl Eclipse (九州·斛珠夫人) - serie TV (2020)

## Discografia

### Album
- 2012 - Close to Me (亲幂关系)